# 대우 쉬라츠
대우 쉬라츠는 대우자동차가 출시하려 했으나, 개발 도중 폐기된 프로젝트다.
대우 아카디아의 후속으로 개발된 차량이며 엔진은 2.5L XK 가솔린 엔진, 3.2L L6 엔진, 4.0L V8엔진이 있다. 
1999년 출시를 목표로 하고 개발했으나, 이후 대우 사태로 인해 차량 개발을 전면 중단했다.
만약 출시를 했었으면 국내 최초의 V8 엔진을 장착한 차량이 되었을 것이고 쌍용 체어맨과 현대 에쿠스와 삼각 대형 세단의 경쟁구도를 이루었을것이다. 
그런데 2021년 카자흐스탄에서 대우 P100, 즉, 쉬라츠가 발견되었다. 이에 대우자동차 보존연구소라는 단체에서는 쉬라츠를 역수입하기 위한 대대적인 모금을 시작했고 쉬라츠 역수입프로젝트가 열렸다. 카자흐스탄에서도 대우자동차의 프로젝트를 좋게 생각했는지 그쪽에서도 복원작업을 실시했다.

## 제원
- 프로젝트명 : A100 (이후 P100으로 변경)
- 전장 : 5,007mm
- 전고 : 1,446mm
- 전폭 : 1,873mm
- 휠베이스 : 2,900mm
- 차 중량 : 2000kg
- 구동 방식 : FF
- 등급
  - 2.5L6 (XK 엔진)
  - 3.2L6 (XK 엔진)
  - 4.0V8 (대우자동차가 새롭게 개발해낸 V8 엔진)